# Białcz (województwo lubuskie)
Białcz (do 1945 niem. Balz) – wieś w Polsce położona w województwie lubuskim, w powiecie gorzowskim, w gminie Witnica.
W latach 1975–1998 miejscowość administracyjnie należała do województwa gorzowskiego. Obecna nazwa została administracyjnie zatwierdzona 12 listopada 1946.

## Zabytki
Do wojewódzkiego rejestru zabytków wpisane są:
- kościół ewangelicki, obecnie rzym.-kat. fil. pw. MB Królowej Polski, z 1903 r.
- pomnik z I wojny światowej
- dom, ul. Gorzowska 32, szachulcowy, z k. XIX w.